# 18334 Drozdov
18334 Drozdov è un asteroide della fascia principale. Scoperto nel 1987, presenta un'orbita caratterizzata da un semiasse maggiore pari a 2,5687099 UA e da un'eccentricità di 0,2443353, inclinata di 4,36437° rispetto all'eclittica.